# Coniston (Cumbria)
Coniston è un villaggio e parrocchia civile situato nella regione del Furness, all'interno della contea di Cumbria, Regno Unito.

## Geografia ed amministrazione
Si trova nella parte meridionale del Parco nazionale del Lake District, tra il Coniston Water, terzo lago più lungo del Lake District, ed il Coniston Old Man, circa 29 km a nord-est di Barrow-in-Furness. Un tempo compresa nei territori della contea tradizionale di Lancashire, dal 1974 è compresa nella contea di Cumbria.

## Storia
Coniston, nato come villaggio di contadini, crebbe grazie alle vicine miniere di rame e ardesia. In età vittoriana divenne una popolare meta turistica, grazie anche al nuovo ramo della Furness Railway che terminava nella stazione di Coniston.
Ad aumentare la popolarità di Coniston contribuì il poeta e critico d'arte John Ruskin, che si trasferì nella residenza di Brantwood situata sul lato est del Coniston Water. Prima della sua morte, Ruskin respinse la proposta di essere seppellito nell'abbazia di Westminster, preferendo il cimitero St. Andrew di Coniston.
Durante gli anni venti fu costruito un impianto per la produzione di energia idroelettrica che forniva corrente all'intero villaggio, ma quando tale tipo di energia divenne troppo tassato gli abitanti furono costretti a rialacciarsi alla rete nazionale.

## Geografia fisica

### Clima
Come nel resto dell'arcipelago britannico, il clima di Coniston è di tipo oceanico, con estati fresche e inverni miti. Le precipitazioni sono elevate, circa 2 000 millimetri l'anno. La temperatura più bassa registrata è stata di −15,2 °C (4,6 °F) nel mese di febbraio 1986, la massima di 30,3 °C (86,5 °F) nel mese di agosto 1990. La più vicina stazione meteorologica è a Grizedale, situata a 2,5 km a sud-est di Coniston.